# الیکایی مریدا
الیکایی مریدا (نام علمی: Cistothorus meridae) نام یک گونه از سرده سینه‌چنبری‌ها است.